# Separação do Panamá da Colômbia
A separação do Panamá da Colômbia foi um fato que ocorreu em 3 de novembro de 1903, após a Guerra dos Mil Dias, e que resultou na proclamação da República do Panamá, anteriormente um departamento da República da Colômbia desde 1821, com breves períodos de separação do istmo do Panamá.

## Antecedentes

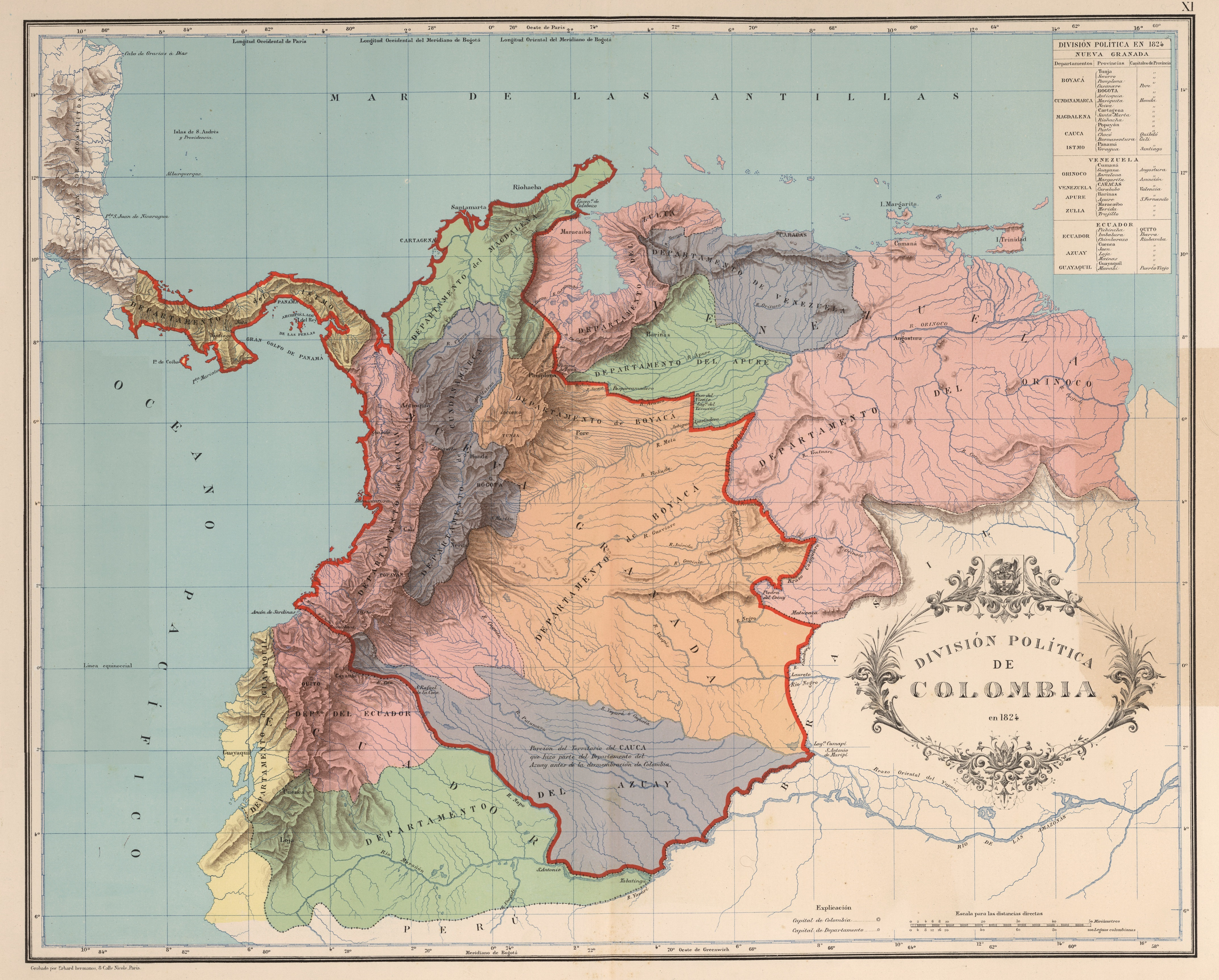
Mapa mostrando o encolhimento do território da Colômbia desde 1824 (as áreas coloridas, incluindo Venezuela e Equador) a 1890 (linha vermelha). O Panamá seria a próxima perda territorial, e abrange a área amarela no istmo centro-americano.

Após a sua declaração de independência do Reino da Espanha, em 28 de novembro de 1821, o Panamá aderiu voluntariamente a Grã-Colômbia, uma nação formada por Simón Bolívar, que também integrava a Colômbia, o Equador e a Venezuela (incluindo parte da então Guiana) e a Costa dos Mosquitos na Nicarágua.
A luta política entre federalistas e centralistas conduziu a mudanças no estatuto jurídico do Panamá. O país foi portanto, Departamento do Istmo durante os períodos de centralismo e Estado Soberano do Panamá durante os períodos de federalismo. Posteriormente, em 1831 (ano da dissolução da Grã-Colômbia), entre 1840 e 1841 (durante a Guerra dos Supremos, quando se estabeleceu o Estado Livre do Istmo, fazendo um claro registro que reincorporaria a Nova Granada se esta adotasse o sistema federal ) e entre 1899 e 1902 (durante a Guerra dos Mil Dias), o Panamá tenta obter a sua independência.

### Crise de 1885
Em 1846, o Tratado Mallarino-Bidlack, um tratado entre o governo colombiano (na época o país denominava-se República de Nova Granada) e os Estados Unidos. permitiu a construção da ferrovia interoceânica, para a qual se garantiu neutralidade e livre trânsito, e também uma intervenção militar americana foi autorizada que permitia auxiliar a Colômbia a restabelecer a ordem caso a área do istmo estivesse conflagrada por alguma desordem qualquer. No tratado dos Estados Unidos foram obrigados a manter a "neutralidade" no Panamá, em troca de direitos de trânsito no istmo em favor da Colômbia.  Isto ocorreria já em 1856 após violentos confrontos entre os panamenhos e estadunidenses em 15 de abril de 1856, na chamada Guerra da Melancia, que levou a primeira intervenção dos Estados Unidos no Panamá. Em março de 1885, a Colômbia diluiu a sua presença militar no Panamá, através do envio de tropas estacionadas ali para lutar contra os rebeldes em outras províncias. Estas condições favoráveis levaram uma revolta no Panamá. A Marinha dos Estados Unidos foi enviada para lá para manter a ordem, tendo em vista invocando suas obrigações de acordo com o tratado assinado em 1846.
Em 1885, os Estados Unidos ocuparam a cidade colombiana de Colón, Panamá. O Chile, que tinha na época a frota mais forte das Américas, enviou o cruzador Esmeralda para ocupar a Cidade do Panamá, em resposta. Ao comandante do Esmeralda foi ordenado parar por quaisquer meios uma eventual anexação do Panamá pelos Estados Unidos 

### Guerra dos Mil Dias e o Canal
A Guerra dos Mil Dias (1899-1902) foi uma das muitas lutas armadas entre os partidos Liberal e Conservador que devastaram a Colômbia e o Panamá, durante o século XIX. 
O Tratado de Wisconsin, assinado em um navio dos Estados Unidos com esse nome, pôs um fim a esta última guerra. No entanto, o líder dos Liberais Victoriano Lorenzo se recusou a aceitar seus termos e foi fuzilado em 15 de maio de 1903.
Em 25 de julho de 1903, a sede do jornal panamenho El Lápiz foi atacada por ordens do comandante militar do Panamá, General José Vásquez Cobo, irmão do então ministro da Guerra da Colômbia, como uma retaliação à publicação de um artigo detalhado narrando a execução e protestos no Panamá. Este evento danificou a confiança dos liberais panamenhos no governo conservador com sede em Bogotá, e que mais tarde se juntou ao movimento separatista.

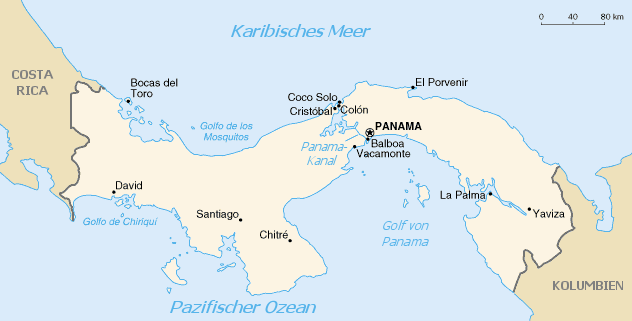
O istmo e o canal do Panamá, região estratégica por sua ligação aos oceanos Atlântico e Pacífico.

O descobrimento de ouro na Califórnia, em 1849, revalorizou o papel do istmo como via de comunicação entre as costas oriental e ocidental dos Estados Unidos. Seis anos mais tarde, inaugurou-se a ferrovia, uma das mais promissoras fontes de divisas do governo colombiano, que o levou a empreender múltiplas e intermináveis negociações para a construção do canal, só iniciada em 1880. Em 1878, o francês Ferdinand de Lesseps, construtor do Canal de Suez, obteve uma concessão do governo da Colômbia, autorizando a sua companhia a iniciar as obras de abertura do canal. A companhia encarregada do vultoso empreendimento, de capital majoritariamente francês, interrompeu os trabalhos em 1889 e, em 1898, a obra foi definitivamente paralisada por causa da falência da empresa e problemas de saúde entre a classe trabalhadora (cujo número foi reduzido significativamente devido a doenças como febre amarela e a malária).
O presidente dos Estados Unidos Theodore Roosevelt estava convencido que os Estados Unidos podiam terminar o projeto, e reconheceu que o controle estadunidense da passagem do Atlântico ao Pacífico seria de uma importância militar e econômica considerável. De modo que Roosevelt começou as negociações com os colombianos para obter a permissão necessária. No início de 1903, o Tratado Hay-Herran foi assinado pelos dois países, mas o senado colombiano não o ratificou. Os Estados Unidos, em seguida, moveram-se para apoiar o movimento separatista no Panamá para ganhar controle sobre os resquícios da tentativa francesa de construir um canal.

## Separação
O político panamenho José Domingo de Obaldía foi selecionado para ser o governador do istmo do Panamá, cargo que havia anteriormente detido, e recebeu o apoio dos movimentos separatistas. Outro político panamenho, José Agustín Arango, começou a planejar a revolução e a separação. Os separatistas desejavam negociar a construção do canal do Panamá diretamente com os Estados Unidos, devido à negatividade do governo colombiano.
A rede separatista foi formada por Arango, Dr. Manuel Amador Guerrero, General Nicanor de Obarrio, Ricardo Arias, Federico Boyd, Carlos Constantino Arosemena, Tomás Arias, Manuel Espinosa Batista  e outros. Manuel Amador Guerrero foi encarregado de viajar para os Estados Unidos para conseguir apoio para o plano separatista, ele também ganhou o apoio de importantes líderes liberais do Panamá e o apoio de outro comandante militar, Esteban Huertas.
Com um forte apoio ao movimento separatista, foi definido novembro de 1903 como o momento para a separação. No entanto, os rumores se espalharam na Colômbia, mas a informação gerida ao governo da Colômbia indicou que a Nicarágua estava planejando invadir uma região do norte do Panamá conhecida como Calovébora. O governo implantou tropas do Batallón Tiradores de Barranquilla, e encarregou o comandante para assumir as funções de governador do Panamá, José Domingo de Obaldía e o General Esteban Huertas, que não eram confiáveis pelo governo.
O Batallón Tiradores foi liderado pelos generais Juan Tovar e Ramón Amaya e chegou na cidade panamenha de Colón na manhã de 3 de novembro de 1903. O batalhão sofreu atrasos no seu caminho para a Cidade do Panamá causado pela cumplicidade das autoridades da Ferrovia do Panamá que simpatizavam com o movimento separatista. Após a chegada na Cidade do Panamá, as tropas foram colocadas sob o comando do coronel Eliseo Torres. O General Esteban Huertas, comandante do Batalhão Colômbia no Panamá, ordenou a prisão de Tovar e seus outros oficiais.
A canhoneira colombiana Bogotá disparou projeteis na Cidade do Panamá na noite de 3 de novembro, causando danos e ferindo mortalmente Mr. Wong Kong Yee de Hong Sang, na China.
A canhoneira da Marinha dos Estados Unidos, USS Nashville, comandada pelo Comandante John Hubbard, que também ajudou a atrasar o desembarque das tropas colombianas em Colón, continuando a interferir com a sua missão, alegando que a "neutralidade" da ferrovia tinha que ser respeitada .
Com a enorme repressão das tropas da Junta Revolucionária procedeu-se a declaração da separação do Istmo e depois a independência, com a declaração da República do Panamá. Um esquadrão naval na Baía do Panamá, foi capturado sem resistência. Demetrio H. Brid, presidente do Conselho Municipal do Panamá, tornou-se presidente de facto do Panamá e nomeou, em 4 de novembro de 1903, a Junta de Governo Provisório que governou o país até fevereiro de 1904, quando a Convenção Nacional Constituinte foi estabelecida e elegeu Manuel Amador Guerrero como o primeiro presidente constitucional. A notícia da separação do Panamá da Colômbia chegou a Bogotá em 6 de novembro de 1903 devido a um problema com os cabos submarinos.

## Consequências

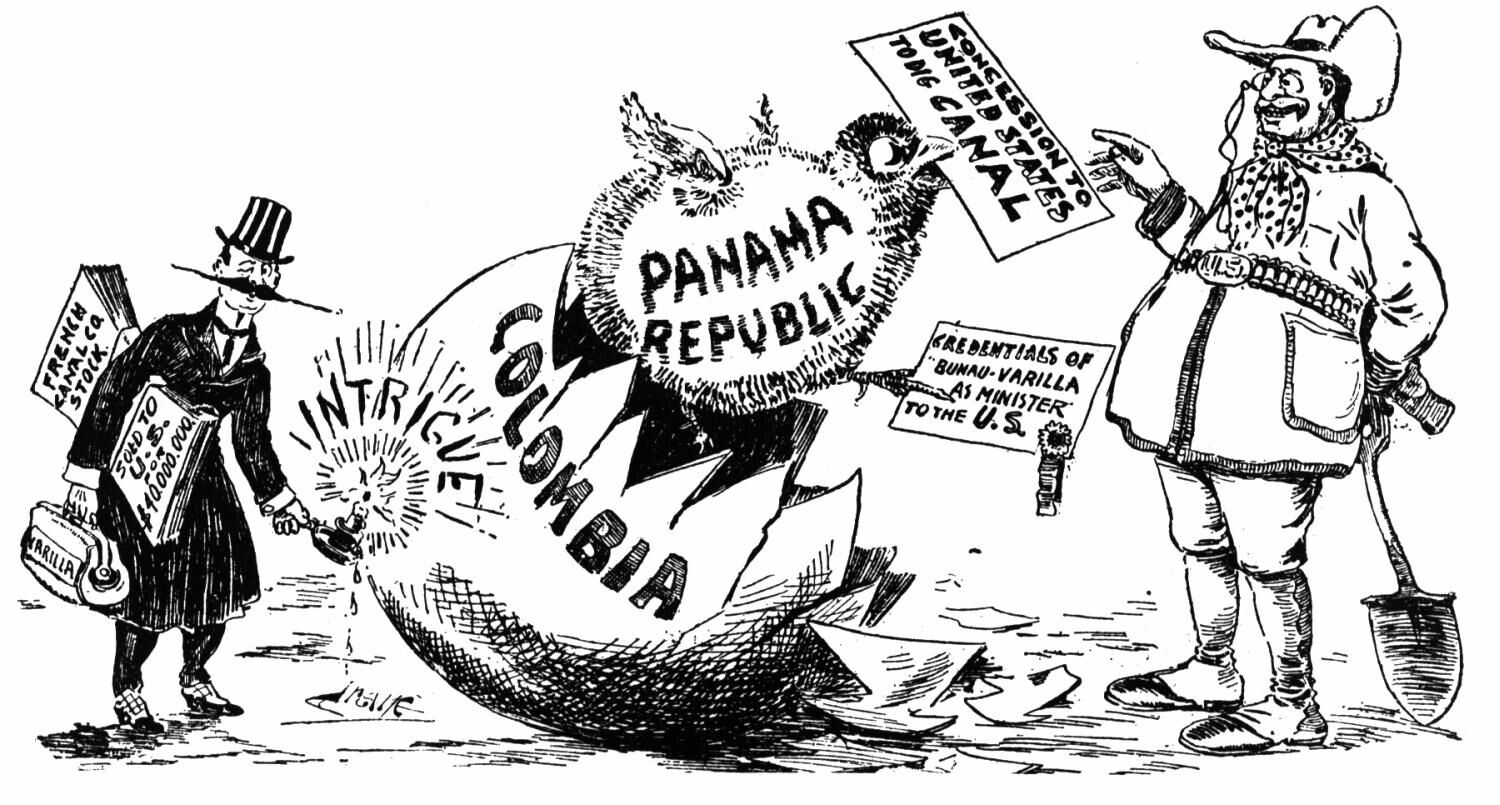
Charge do ano de 1903 retratando a separação do Panamá da Colômbia.

Em 13 de novembro de 1903, os Estados Unidos reconheceram formalmente a República do Panamá (após reconhecê-la oficialmente em 6 e 7 de novembro). A França fez o mesmo em 14 de novembro, seguida por outros 15 países. Em 18 de novembro de 1903, o Secretário de Estado dos Estados Unidos John Hay e Philippe-Jean Bunau-Varilla assinaram o Tratado Hay-Bunau-Varilla. Nenhum panamenho assinou o tratado, embora Bunau-Varilla estivesse presente como representante diplomático do Panamá (um papel que tinha adquirido através de assistência financeira aos rebeldes), apesar do fato de não ter vivido no Panamá por 17 anos antes do incidente e nunca retornado. O tratado foi posteriormente aprovado pelo governo do Panamá e pelo Senado dos Estados Unidos.
O embaixador da Colômbia no Equador Emiliano Isaza foi informado da situação no Panamá, Isaza não informou o seu governo para evitar uma revolta em Bogotá. O governo da Colômbia, em seguida, enviou uma missão diplomática ao Panamá, em um esforço para faze-los reconsiderar, sugerindo a reconsideração do Tratado Hay-Herran, rechaçado pelo Senado da Colômbia, e também propuseram fazer a Cidade do Panamá a capital da Colômbia.
A missão reuniu-se a bordo do navio USS Mayflower com a delegação panamenha formada por Constantino Arosemena, Tomás Arias e Eusebio A. Morales, que rejeitou todas as propostas.  A Colômbia reconheceu a soberania do Panamá, em 1921, somente após os Estados Unidos compensarem a Colômbia com US$25 milhões e um pedido de desculpas formal do Congresso dos EUA pela intervenção no conflito da Panamá-Colômbia.